# Bonnie Brandon
Bonnie Brandon (ur. 28 grudnia 1993) – amerykańska pływaczka, specjalizująca się głównie w stylu grzbietowym.
Wicemistrzyni świata na krótkim basenie ze Stambułu (2012) na 200 m stylem grzbietowym. Srebrna medalistka igrzysk panamerykańskich z Guadalajary (2011) na 200 m grzbietem.